# 로프 (영화)
《로프》(영어: Rope)는 1948년 개봉한 범죄 드라마 영화다. 앨프리드 히치콕이 감독했으며, 제임스 스튜어트, 존 달, 팔리 그레인저, 세드릭 하드윅 등이 출연하였다. 히치콕이 데이비드 O. 셀즈닉의 영향력에서 벗어나서 만든 첫 영화다. 히치콕이 감독한 최초의 색채 영화이며, 히치콕이 감독한 영화 중에서 처음으로 스튜어트가 나온 영화이기도 하다. 롱 테이크만으로 영화를 구성한 것으로도 유명하다. 영화의 원작은 레오폴드와 로엡을 소재로 한 패트릭 해밀턴의 희곡이다.

## 줄거리
어느 화창한 날 오후에 브랜든 쇼(존 달)와 필립 모건(팔리 그레인저)은 지적 우위를 과시하기 위해 친구인 데이비드 켄틀리(딕 호건)를 자신들이 사는 아파트에서 교살한다. 그들은 데이비드의 시체를 커다란 궤에 넣은 후 완전범죄를 저지른 것을 기념하기 위해 궤 위에다 음식을 차리고 파티를 연다. 파티 손님은 데이비드의 아버지인 헨리 켄틀리(세드릭 하드윅), 데이비드의 이모 애니타 애트워터(콘스탄스 콜리어), 데이비드의 약혼녀 재닛 워커(조안 챈들러), 데이비드의 친구 케네스 로런스(더글러스 딕), 그리고 데이비드의 은사이자 브랜든과 필립의 은사이기도 한 루퍼트 카델(제임스 스튜어트)이다.
파티가 고조되면서 브랜든은 스릴감에 휩싸이지만 필립은 진실이 드러날까봐 노심초사한다. 손님들은 '우월한 사람이 저지르는 살인은 정당한가'란 주제로 토론을 하고, 브랜든은 정당하다고 주장하면서 헨리와 말싸움을 벌인다. 파티의 분위기는 점차 이상하게 흘러간다. 약속된 시간이 지나도 초대받은 데이비드가 모습을 드러내지 않자 손님들은 불안해한다. 분위기가 이상하다는 것을 느낀 루퍼트는 브랜든과 필립이 데이비드가 오지 못하게 했다고 생각한다. 루퍼트는 브랜든과 필립에게 계속 질문을 하고 필립은 그런 루퍼트에게 두려움을 느낀다. 이윽고 파티가 끝나자 손님들은 모두 집을 나서고, 루퍼트는 데이비드의 모자가 옷장에 있다는 사실을 통해 데이비드가 이 집에 있다는 사실을 알게 된다.
파티를 끝낸 후 브랜든과 필립은 데이비드의 시체를 자신들의 차로 옮기려 한다. 그러나 그 사이에 루퍼트가 담배 케이스를 놓고 갔다면서 집에 다시 찾아온다. 브랜든은 만약의 사태를 위해 총을 장전한다. 그러나 다시 찾아온 루퍼트는 브랜든이 스스로 총을 피아노 위에 올리도록 만든다. 이윽고 루퍼트는 브랜든과 필립이 데이비드를 교살했다고 선언한다. 당황한 필립은 피아노에 올려져 있던 총을 쥐고 루퍼트에게 겨누지만 루퍼트는 필립에게서 총을 빼앗은다. 곧이어 루퍼트는 전부터 수상하게 여겼던 궤를 열어 데이비드의 시체를 본다. 루퍼트는 바깥에 총을 쏴서 경찰이 집에 오도록 한다.

## 출연

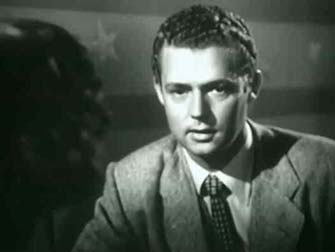
딕 호건 - 데이비드 켄틀리
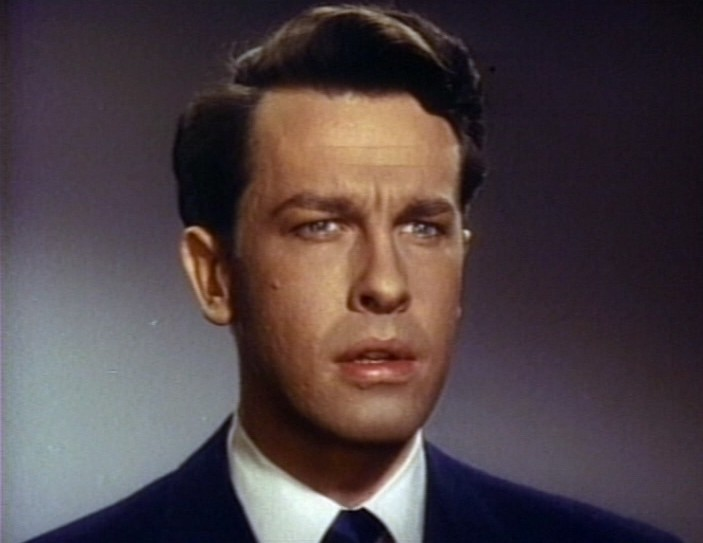
존 달 - 브랜든 쇼
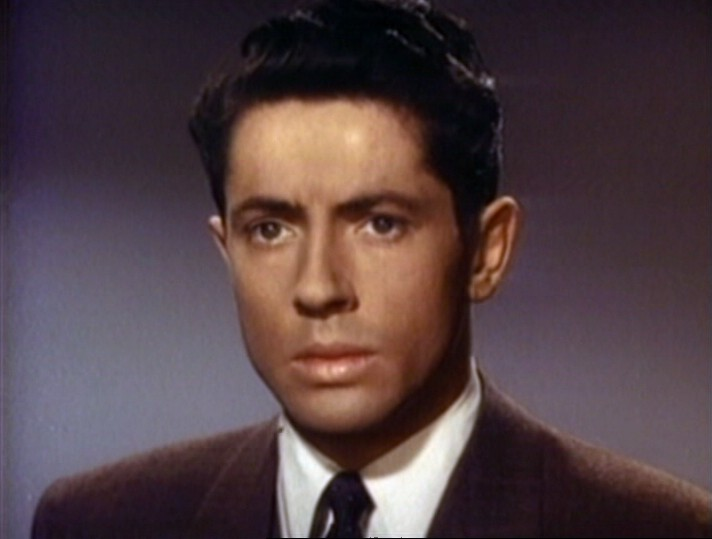
팔리 그레인저 - 필립 모건
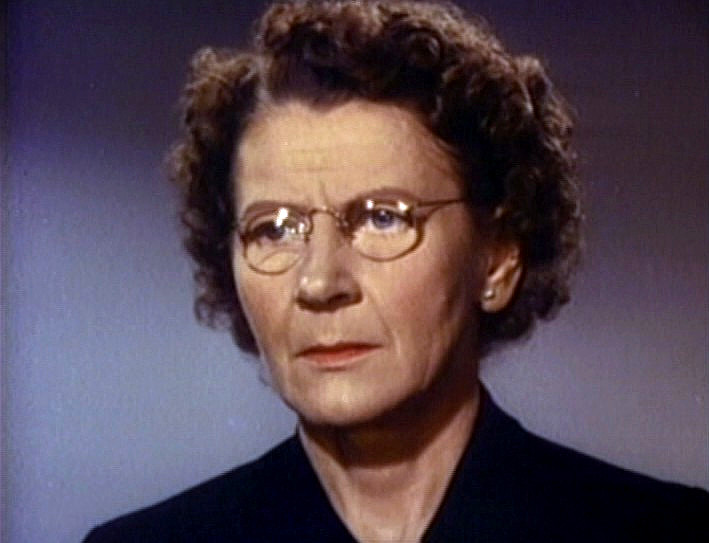
에디스 에반슨 - 윌슨 부인
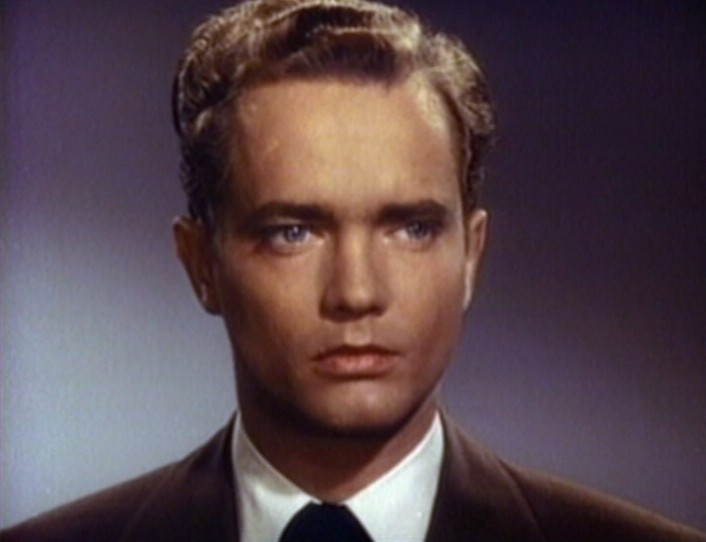
더글러스 딕 - 케네스 로런스
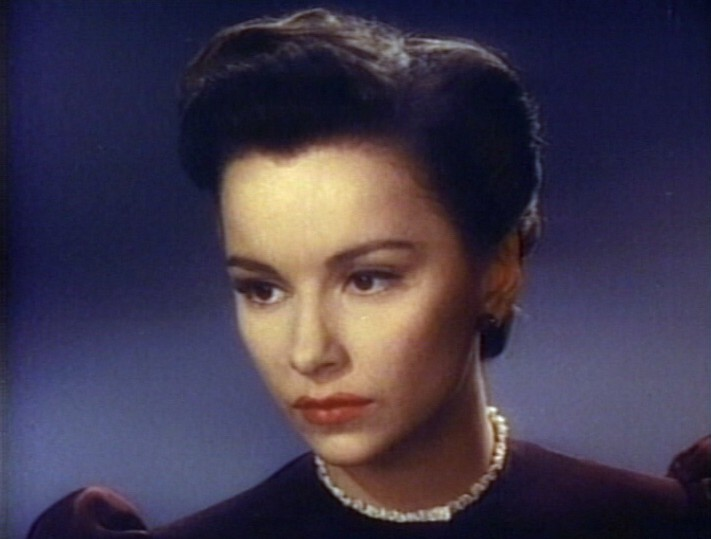
조안 챈들러 - 재닛 워커
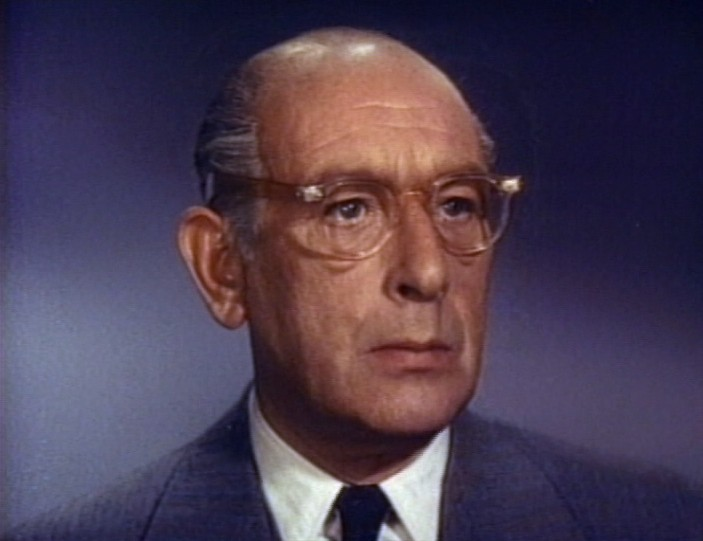
세드릭 하드윅 - 헨리 켄틀리
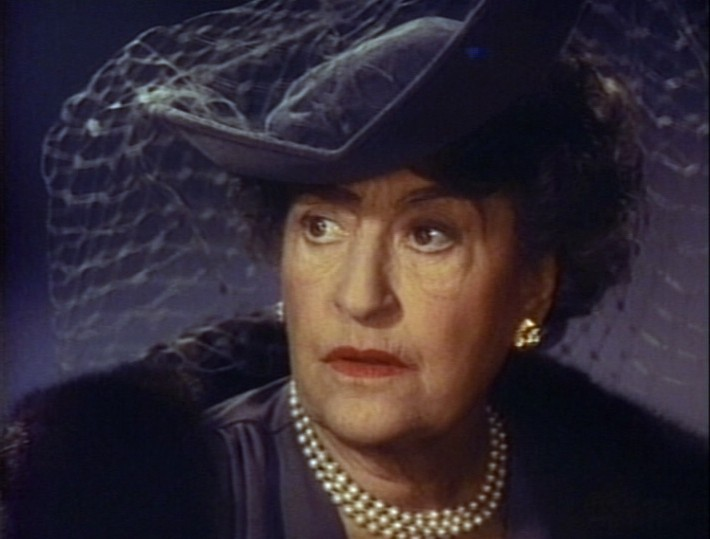
콘스탄스 콜리어 - 애니타 애트워터
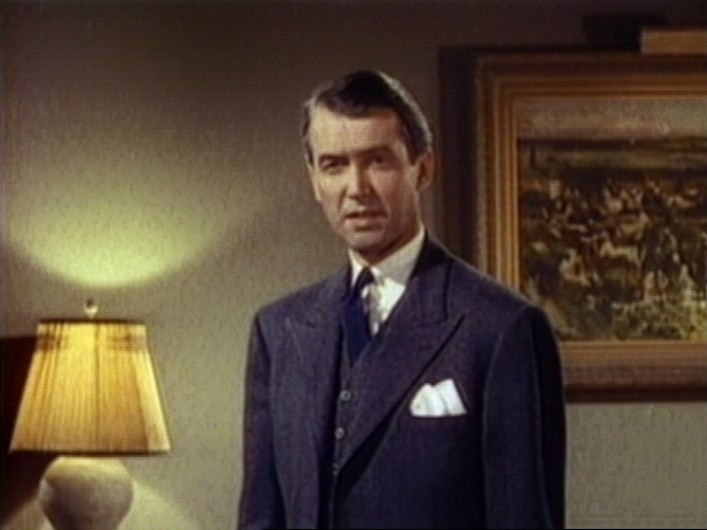
제임스 스튜어트 - 루퍼트 카델

## 제작 과정

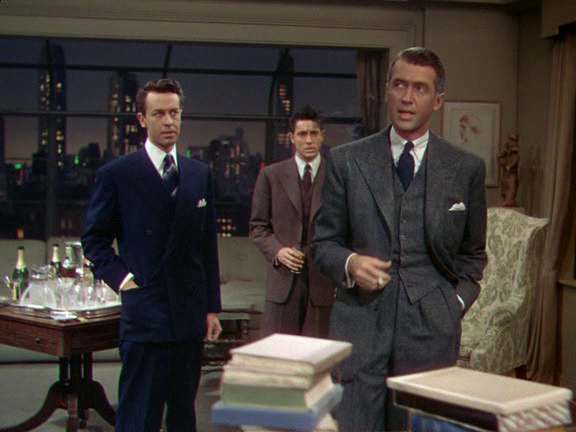
영화 장면

《패러딘 부인의 사랑》을 끝으로 데이비드 O. 셀즈닉과 결별한 앨프리드 히치콕은 시드니 번스타인과 공동으로 트랜스애틀랜틱 픽처스를 설립하였다. 그는 트랜스애틀랜틱에서 감독할 첫 영화로 케리 그랜트가 주연을 맡은, 현대적으로 각색한 《햄릿》을 생각하고 있었다. 그러나 윌리엄 셰익스피어의 희곡을 먼저 현대적으로 각색하고 있었던 한 대학 교수가 이 사실을 듣고 영화사에 항의를 했으며, 동료 제작진들이 《햄릿》을 각색하는 것이 매우 힘든 일이라고 말하자 이 구상은 취소되었다. 이러자 히치콕은 레오폴드와 로엡을 소재로 하여 1929년에 상영되었던 패트릭 해밀턴의 희곡 《로프》를 영화로 각색할 계획을 세웠다. 특히 그는 영화 속에서 희곡의 특성을 살리기 위해 영화를 처음부터 끝까지 롱 테이크로 찍자는 생각을 주위에 말했다. 번스타인이 이에 동의하면서 영화는 롱 테이크로만 촬영하기로 결정되었다. 나중에 히치콕은 프랑수아 트뤼포와의 대화에서 롱 테이크 촬영이 자신의 몽타주 규칙을 스스로 어기는 일이었다고 후회했다.
처음에 히치콕은 해밀턴에게 시나리오 집필에 참여해달라고 부탁하였지만 해밀턴은 거절하였다. 이에 히치콕은 《의혹의 그림자》와 《구명보트》에 배우로 참여했던 흄 크로닌에게 시나리오 집필에 참여해달라고 부탁하였다. 크로닌은 시나리오 집필 경험이 부족했지만 히치콕과의 인연을 고려해 참여하기로 결정하였다. 또 히치콕은 당시 막 시나리오 작가로 활동을 시작한 아서 로렌츠에게 집필에 참여해달라고 부탁하였다. 로렌츠는 할리우드에서 공공연한 동성애자였는데, 당시 그의 연인은 히치콕이 필립 역으로 생각하고 있었던 팔리 그레인저였다. 히치콕은 로렌츠에게 시나리오에 동성애적 분위기가 묻어나도록 쓰라고 요구했다.
히치콕은 맨 처음에 루퍼트 역에 그랜트를, 브랜든 역에 몽고메리 클리프트를 염두에 두고 있었다. 이 둘은 할리우드에서 각각 양성애자와 동성애자로 불리고 있었다. 둘은 시나리오를 읽은 후 출연을 거절했다. 히치콕은 이후 브랜든 역에 역시 동성애자인 존 달을 섭외하였다. 한편 히치콕은 RCA 소속인 루 와서먼의 소개로 제임스 스튜어트에게 루퍼트 역을 제안하였다. 스튜어트는 제2차 세계 대전 이후 영화계에서 은퇴하고 고향으로 돌아갈 생각을 가지고 있었지만 연기 경력을 전환하기 위해 히치콕의 제안을 수락했다. 루퍼트를 맡을 배우가 그랜트에서 스튜어트로 바뀌자 당초 시나리오에서 써있던 루퍼트의 직업은 시인에서 출판업자로 바뀌었다.
그 당시 필름 1릴의 길이는 약 3백 미터로, 시간으로는 9분 30초 정도였다. 따라서 히치콕은 영화를 촬영하는 동안 숏을 10번 촬영해야 했다. 영화 세트는 워너 브라더스 세트장에 지어졌다. 세트 바닥 위에는 특수한 바닥을 더 깔았으며 그 위에는 다시 펠트를 대었다. 바닥 위에는 대형 카메라가 자유롭게 이동할 수 있도록 접이식 벽을 달았다. 거실 창문 밖에는 도시 풍경을 정밀하게 묘사한 복제품을 달았는데, 그 크기는 세트장의 3배 크기였다. 촬영 도중에 색채 영화 촬영에 익숙치 않았던 촬영감독 조지프 A. 발렌타인은 결국 윌리엄 V. 스칼로 교체되었다. 둘 다 타이틀에 이름이 올려졌다. 이후 트뤼포는 히치콕과의 인터뷰에서 《로프》의 촬영기간이 18일이었다고 말했지만, 《아메리칸 시네마토그래퍼》는 촬영기간이 13일이었다고 기록하였다.

## 참고

### 자료
- 패트릭 맥길리건 (2016년). 《히치콕》. 그책. ISBN 978-89-9404-090-5
- 프랑수아 트뤼포 (1994년). 《히치콕과의 대화》. 한나래. ISBN 978-89-8536-721-9